# 阪神電気鉄道石屋川車庫
石屋川車庫（いしやがわしゃこ）は兵庫県神戸市東灘区の石屋川駅と新在家駅の中間付近にある阪神電気鉄道の高架式車両基地である。ただし、地元で「石屋川車庫」と言うと、神戸市バスの石屋川車庫を意味する場合もある。神戸市バスの石屋川車庫は、阪神石屋川車庫よりも約700m北に位置している。

## 概要

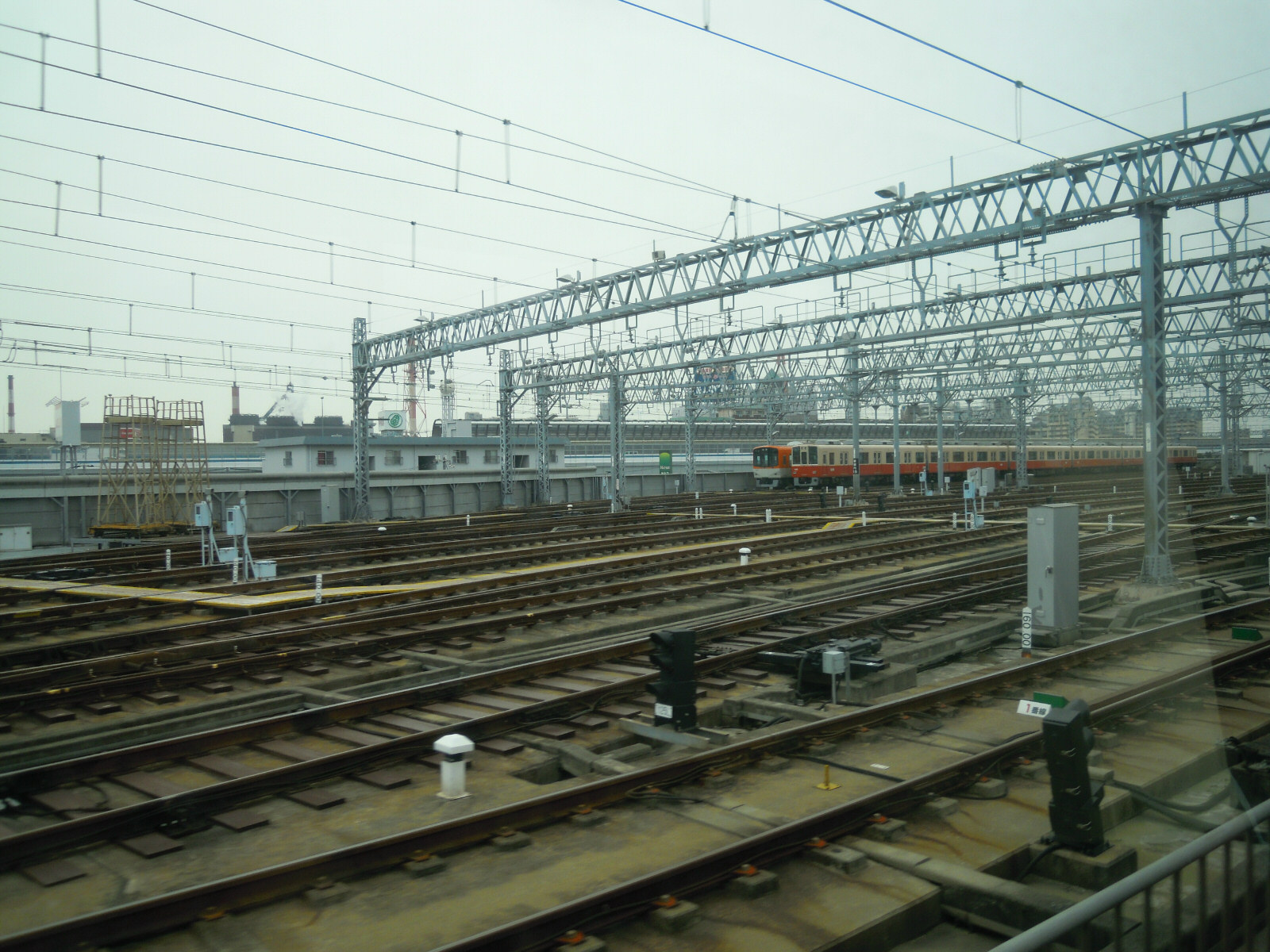
列車内から見た石屋川車庫

日本初の高架式鉄筋コンクリート製の車庫である。ただし1995年1月17日発生の阪神・淡路大震災で崩壊したため、現在の車庫は翌1996年に再建されたものである。阪神本線の南側に設置されている。
かつては当車庫の南側を阪神本線の線路が走っており、当車庫の東側（当時の本線の北側）に新在家車庫という車両基地があった。本線石屋川駅 - 西灘駅間の直線化改良と高架化に合わせて、石屋川車庫の設置およびそれに伴う新在家車庫の廃止も行われた。
基本的に阪神の車両が入庫するが、ダイヤ乱れ時や訓練などの際に近畿日本鉄道や山陽電気鉄道の車両が入庫する場合もある。
石屋川駅の東側には御影電留線があり、一部はこちらに入庫させている。この御影電留線も阪神・淡路大震災で崩壊し、再建されている。
震災前の高架下は住友ゴム工業の倉庫として使用していた。震災復旧後はコーナンが出店していたが、撤退してしばらくは空きスペースとされていた。のちにコジマが出店し、それも撤退した後しばらくはコーナンの倉庫として使用していた。2013年9月に阪急オアシスとスギ薬局が出店し現在に至る。

## 歴史
- 1967年（昭和42年） - 開設。
- 1968年（昭和43年）4月18日 - 完成[3]。

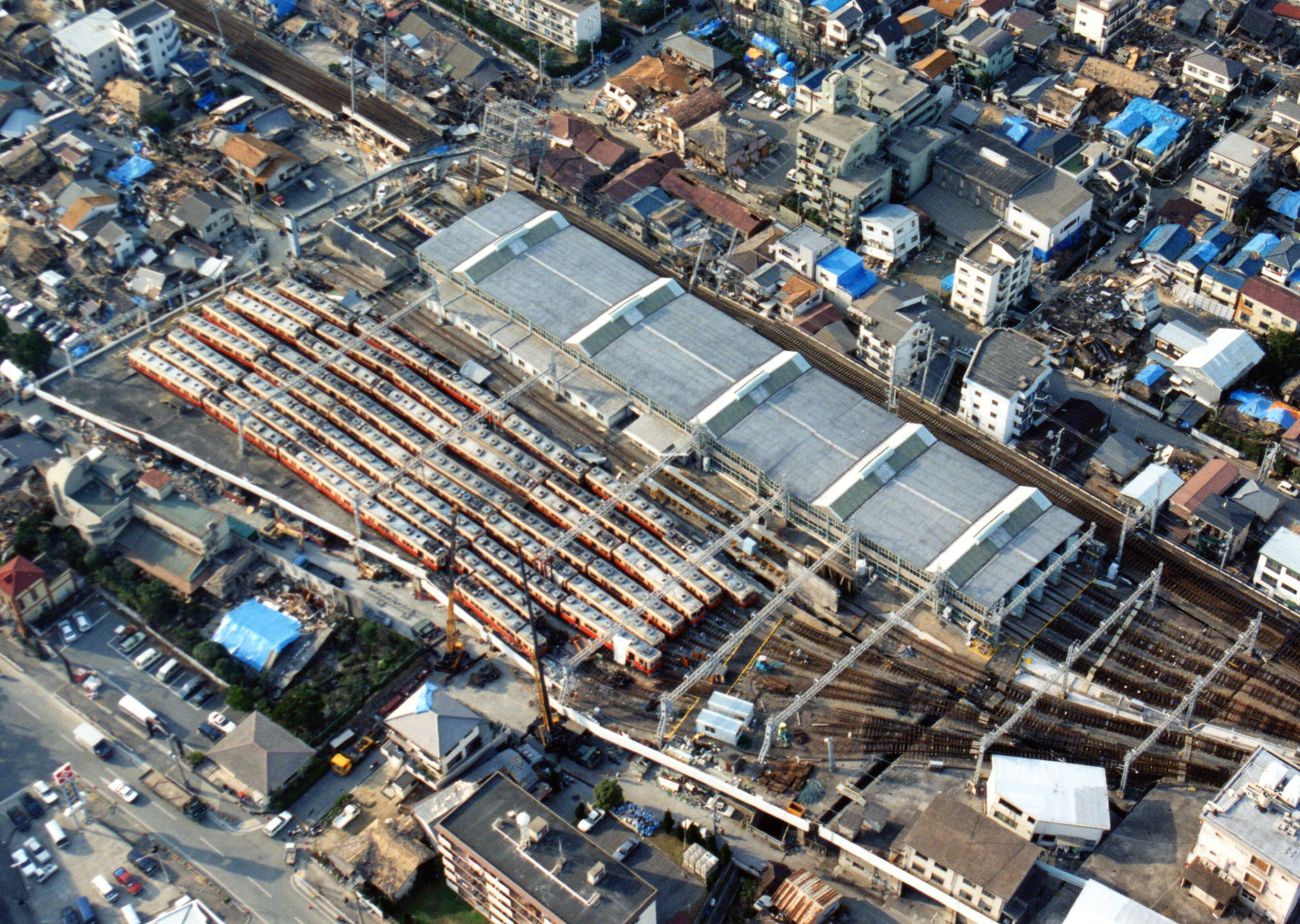
阪神・淡路大震災直後の車庫

- 1995年（平成7年）1月17日 - 阪神・淡路大震災により高架の柱が折れ、線路が車両もろとも地面に落下した。車両は58両が被災し、うち24両が廃車となった。
- 1996年（平成8年）3月20日 - 車庫再建・復旧[1]。最大収容両数が76両から84両に拡大された。

## 入出庫線
大阪梅田方に存在し単線である。